# Persone di nome Javier/Calciatori
| Questa pagina contiene informazioni ricavate automaticamente dalle voci biografiche con l'ausilio del template Bio e di un bot. L'aggiornamento è periodico e automatico e ricostruisce completamente la pagina. Se manca una persona in questa lista, sei pregato di non aggiungerla, ma accertati piuttosto che la sua voce biografica contenga il template Bio e che i dati anagrafici siano correttamente compilati. Se il template Bio manca, inseriscilo tu stesso o, in alternativa, metti l'avviso {{tmp\|Bio}} che ne segnala la mancanza. Se i dati riportati sono sbagliati, correggi direttamente la voce biografica; le modifiche saranno visibili in questa lista entro pochi giorni. Per chiarimenti vedi il progetto antroponimi. La lista contiene solo le 125 persone che sono citate nell'enciclopedia e per le quali è stato implementato correttamente il template Bio. Pagina aggiornata al 22 lug 2025. |

Questa è una lista di persone presenti nell'enciclopedia che hanno il nome Javier e sono calciatori.

## A(7)
- Javier Akapo, calciatore spagnolo (Elche, n. 1996)
- Javier Almirón, ex calciatore argentino (Lanús, n. 1980)
- Javi Alonso, calciatore spagnolo (Santa Cruz de Tenerife, n. 1998)
- Javier Ambrois, calciatore uruguaiano (Montevideo, n. 1932 - Montevideo, † 1975)
- Javier Aquino, calciatore messicano (Oaxaca, n. 1990)
- Javier Araújo, ex calciatore colombiano (Agustín Codazzi, n. 1984)
- Javier Arizala, ex calciatore colombiano (Tuluá, n. 1983)

## B(3)
- Javier Baena, ex calciatore argentino (Buenos Aires, n. 1968)
- Javier Balboa, ex calciatore spagnolo (Madrid, n. 1985)
- Javier Burrai, calciatore argentino (Buenos Aires, n. 1990)

## C(12)
- Javier Calle, calciatore colombiano (Medellín, n. 1991)
- Javier Cámpora, ex calciatore argentino (Rosario, n. 1981)
- Javier Camuñas, ex calciatore spagnolo (Madrid, n. 1980)
- Javier Cárdenas, calciatore messicano (Città del Messico, n. 1956 - Tonalá, † 2022)
- Javier Casas, ex calciatore spagnolo (Bilbao, n. 1982)
- Javier Castañeda, ex calciatore spagnolo (Madrid, n. 1955)
- Javi Castellano, calciatore spagnolo (Las Palmas de Gran Canaria, n. 1987)
- Javier Castro, calciatore spagnolo (Madrid, n. 2000)
- Javier Chirinos, ex calciatore peruviano (Lima, n. 1960)
- Javier Cohene, ex calciatore paraguaiano (Pirayú, n. 1987)
- Javier Cortés, ex calciatore messicano (Città del Messico, n. 1989)
- Javier Cáceres, ex calciatore peruviano (Callao, n. 1939)

## D(4)
- Javier Del Pino, ex calciatore spagnolo (Madrid, n. 1980)
- Javier Delgado, ex calciatore uruguaiano (Montevideo, n. 1975)
- Javier Di Gregorio, ex calciatore cileno (Mendoza, n. 1977)
- Kike Saverio, calciatore ecuadoriano (Genova, n. 2002)

## E(5)
- Javier Elizondo, ex calciatore argentino (Laprida, n. 1982)
- Javier Eraso, ex calciatore spagnolo (Pamplona, n. 1990)
- Javier Escalza, calciatore spagnolo (Arrankudiaga, n. 1951 - Getxo, † 2007)
- Javier Espinosa, ex calciatore spagnolo (Talavera de la Reina, n. 1992)
- Javier Etxebarria, calciatore spagnolo (Amorebieta, n. 1940 - † 2016)

## F(3)
- Javier Flaño, ex calciatore spagnolo (Pamplona, n. 1984)
- Javi Flores, ex calciatore spagnolo (Cordova, n. 1986)
- Javi Fuego, ex calciatore spagnolo (Pola de Siero, n. 1984)

## G(13)
- Javi Galán, calciatore spagnolo (Badajoz, n. 1994)
- Javier Hernán García, calciatore argentino (Buenos Aires, n. 1987)
- Javier García, ex calciatore argentino (Rosario, n. 1981)
- Javier Garrido, ex calciatore spagnolo (Irun, n. 1985)
- Javier Garrido Ramírez, ex calciatore spagnolo (Torrent, n. 1979)
- Javier George, calciatore guyanese (New Amsterdam, n. 2001)
- Javi González, ex calciatore spagnolo (Barakaldo, n. 1974)
- Javier González, calciatore peruviano (Lima, n. 1939 - Lima, † 2018)
- Javier Guarino, ex calciatore uruguaiano (Salto, n. 1986)
- Javi Guerra, calciatore spagnolo (Gilet, n. 2003)
- Javi Guerra, ex calciatore spagnolo (Malaga, n. 1982)
- Javier Guzmán, calciatore messicano (El Higo, n. 1945 - Città del Messico, † 2014)
- Javier Güemez, calciatore messicano (Culiacán, n. 1991)

## H(4)
- Javier Hernández, calciatore messicano (Guadalajara, n. 1988)
- Javi Hernández, calciatore spagnolo (Jerez de la Frontera, n. 1998)
- Javier Hernández Gutiérrez, ex calciatore messicano (Tototlán, n. 1961)
- Javi Hervás, calciatore spagnolo (Cordova, n. 1989)

## I(1)
- Javier Iritier, calciatore argentino (Gregorio de Laferrère, n. 1994)

## J(4)
- Javier Jiménez Camarero, calciatore spagnolo (Logroño, n. 1987)
- Javier Jiménez Moreno, calciatore spagnolo (Quesada, n. 1996)
- Javier Alejandro Jiménez Paris, calciatore olandese (Oranjestad, n. 2000)
- Javier Jiménez del Pozo, ex calciatore spagnolo (Madrid, n. 1976)

## L(7)
- Javi Lara, ex calciatore spagnolo (Montoro, n. 1985)
- Javier Llabrés, calciatore spagnolo (Inca, n. 2002)
- Javi López, calciatore spagnolo (Osuna, n. 1986)
- Javier Lozano Chavira, ex calciatore messicano (Monterrey, n. 1971)
- Javier López Carballo, calciatore spagnolo (La Orotava, n. 2002)
- Javier Eduardo López, calciatore messicano (Torreón, n. 1994)
- Javier López Vallejo, ex calciatore spagnolo (Pamplona, n. 1975)

## M(19)
- Javi Márquez, ex calciatore spagnolo (Barcellona, n. 1986)
- Javier Matilla, calciatore spagnolo (Quero, n. 1988)
- Javier Malagueño, ex calciatore argentino (Cosquín, n. 1982)
- Javier Manjarín, ex calciatore spagnolo (Gijón, n. 1969)
- Javier Manquillo, calciatore spagnolo (Madrid, n. 1994)
- Javier Margas, ex calciatore cileno (Santiago del Cile, n. 1969)
- Javier Martina, ex calciatore olandese (Willemstad, n. 1987)
- Javi Martínez, calciatore spagnolo (Estella, n. 1988)
- Javier Martínez Calvo, calciatore spagnolo (Ólvega, n. 1999)
- Javier Omar Martínez, ex calciatore honduregno (San Pedro Sula, n. 1971)
- Javier Martón, calciatore spagnolo (Tudela, n. 1999)
- Javier Mazzoni, ex calciatore argentino (Don Bosco, n. 1972)
- Javier Mena, calciatore colombiano (Apartadó, n. 2004)
- Javier Mendoza, calciatore argentino (Tartagal, n. 1992)
- Javi Mier, calciatore spagnolo (Oviedo, n. 1999)
- Javi Moyano, calciatore spagnolo (Jaén, n. 1986)
- Javier Muñoz, ex calciatore argentino (Firmat, n. 1980)
- Javier Muñoz, calciatore spagnolo (Parla, n. 1995)
- Javier Méndez Henríquez, ex calciatore cileno (Valparaíso, n. 1949)

## O(6)
- Javier Olaizola, ex calciatore spagnolo (San Sebastián, n. 1969)
- Javier Oliva González, ex calciatore spagnolo (L'Hospitalet de Llobregat, n. 1976)
- Javier Ontiveros, calciatore spagnolo (Marbella, n. 1997)
- Javier Ormaza, ex calciatore spagnolo (Getxo, n. 1944)
- Javier Orozco, ex calciatore messicano (Los Mochis, n. 1987)
- Patricio Ostachuk, calciatore argentino (Oberá, n. 2000)

## P(9)
- Javier Paredes, ex calciatore spagnolo (Oviedo, n. 1982)
- Javier Parraguez, calciatore cileno (Santiago, n. 1989)
- Javier Pastore, ex calciatore argentino (Córdoba, n. 1989)
- Javier Patiño, ex calciatore spagnolo (San Sebastián de los Reyes, n. 1988)
- Javier Pinola, ex calciatore argentino (Olivos, n. 1983)
- Javier Arnaldo Portillo, ex calciatore honduregno (Morolica, n. 1981)
- Javier Portillo, ex calciatore spagnolo (Aranjuez, n. 1982)
- Javi Poves, ex calciatore spagnolo (Madrid, n. 1986)
- Javi Puado, calciatore spagnolo (Barcellona, n. 1998)

## R(8)
- Javi Venta, ex calciatore spagnolo (Oviedo, n. 1975)
- Javier Reina, calciatore colombiano (Cali, n. 1989)
- Javier Sebastián Robles, ex calciatore argentino (Buenos Aires, n. 1985)
- Javier Rodríguez Galiano, calciatore spagnolo (Pontevedra, n. 2003)
- Javier Rojas, calciatore boliviano (Santa Cruz de la Sierra, n. 1996)
- Javier Ros, ex calciatore spagnolo (Pamplona, n. 1990)
- Javier Rossi, calciatore argentino (La Plata, n. 1982)
- Javier Ruiz, calciatore argentino (San Antonio de Padua, n. 2004)

## S(8)
- Javier Saavedra, ex calciatore messicano (Peribán, n. 1973)
- Javier Salas, calciatore messicano (Culiacán, n. 1993)
- Javier Andrés Sanguinetti, calciatore argentino (Buenos Aires, n. 1990)
- Javier Sequeyra, calciatore argentino (Berisso, n. 1995)
- Javi Serrano, calciatore spagnolo (Madrid, n. 2003)
- Javier Smith, calciatore anglo-verginiano (n. 1987)
- Javier Soria, ex calciatore peruviano (Lima, n. 1974)
- Javier Sánchez, calciatore spagnolo (Getafe, n. 1997)

## T(2)
- Javier Toledo, calciatore argentino (Marcos Juárez, n. 1986)
- Javier Toyo, ex calciatore venezuelano (n. 1977)

## U(1)
- Javier Umbides, ex calciatore argentino (Santiago del Estero, n. 1982)

## V(7)
- Javier Valdivia, ex calciatore messicano (Guadalajara, n. 1941)
- Nicolás Vallejo, calciatore argentino (Sáenz Peña, n. 2004)
- Javi Varas, ex calciatore spagnolo (Siviglia, n. 1982)
- Javier Vargas, ex calciatore messicano (Guadalajara, n. 1941)
- Javier Velayos, ex calciatore spagnolo (Madrid, n. 1987)
- Javier Vet, calciatore olandese (Amsterdam, n. 1993)
- Javier Villarreal, ex calciatore argentino (Alta Gracia, n. 1979)

## Y(1)
- Javier Yacuzzi, calciatore argentino (San Nicolás de los Arroyos, n. 1979 - Santiago de Querétaro, † 2023)

## Á(1)
- Javi Álamo, calciatore spagnolo (Gáldar, n. 1988)